# Mehmed VI
Maomé VI ou Mehmed VI (em turco otomano: محمد سادس / Meḥmed-i sâdis, ou وحيد الدين Vaḥîdü'd-Dîn; em turco: VI. Mehmed ou Vahdeddin/Vahideddin; Constantinopla, 14 de janeiro de 1861 – Sanremo, 16 de maio de 1926), também conhecido como Şahbaba (lit.  "Imperador-Pai") entre a Família Osmanoğlu,  foi o último Sultão do Império Otomano e o penúltimo Califa Otomano, reinando de 4 de julho de 1918 até 1 de novembro de 1922, quando o sultanato otomano foi abolido e substituído pela República de Turquia em 29 de outubro de 1923.
Irmão de Maomé V Raxade, ele se tornou herdeiro do trono em 1916, após a morte de Şehzade Yusuf Izzeddin, como o membro masculino mais velho da Casa de Osmã. Ele ascendeu ao trono após a morte de Maomé V.  Ele foi cingido com a Espada de Osmã em 4 de julho de 1918 como o 36º Padixá e 115º Califa Islâmico.
O reinado de Maomé VI começou com o Império Otomano sofrendo derrota pelas Potências Aliadas com a conclusão da Primeira Guerra Mundial. O subsequente Armistício de Mudros resultou na ocupação legal de Istambul e muitas ocupações ilegais em outras partes do império. Um processo inicial de reconciliação entre o governo e as minorias cristãs sobre seus massacres e deportações pelo governo acabou se mostrando infrutífero, quando os gregos e armênios, por meio de seus patriarcados, renunciaram ao seu status de súditos otomanos no final de 1918, significando o fim definitivo do otomanismo. Elementos unionistas dentro do exército otomano, descontentes com a anglofilia do sultão Maomé VI e sua aliança com Damat Ferid Pasha, começaram a agir por conta própria, estabelecendo uma resistência nacionalista, dando início à Guerra de Independência da Turquia. O ato mais significativo de Maomé VI como sultão foi enviar Mustafa Kemal Paxá (Atatürk) para reafirmar o controle do governo na Anatólia, o que resultou na consolidação de atores antiapaziguamento contra a corte e, consequentemente, no fim da monarquia.
Com os nacionalistas turcos se opondo aos planos dos Aliados de uma partição da Anatólia Otomana, os Aliados pressionaram o sultão Maomé VI a dissolver a Câmara dos Deputados, dominada pelos nacionalistas, encerrando a Segunda Era Constitucional. Kemal Paxá respondeu estabelecendo um governo provisório conhecido como Grande Assembleia Nacional, com sede em Ancara, que dominou o resto do Império Otomano, enquanto o governo impopular do sultão em Istambul foi apoiado pelas potências aliadas e efetivamente impotente. Seus ministros assinaram o Tratado de Sèvres, um tratado de paz que dividiria o restante de seu império, deixando apenas um estado turco remanescente. Com a vitória de Ancara na guerra de independência, o Tratado de Sèvres foi abandonado em favor do Tratado de Lausanne. Em 1º de novembro de 1922, a Grande Assembleia Nacional votou pela abolição do Sultanato e pela deposição de Maomé VI como califa, e ele partiu para a Europa no exílio depois de também ser declarado persona non grata. Em 29 de outubro de 1923, a República da Turquia foi declarada, com Mustafa Kemal como seu primeiro presidente.

## Biografia

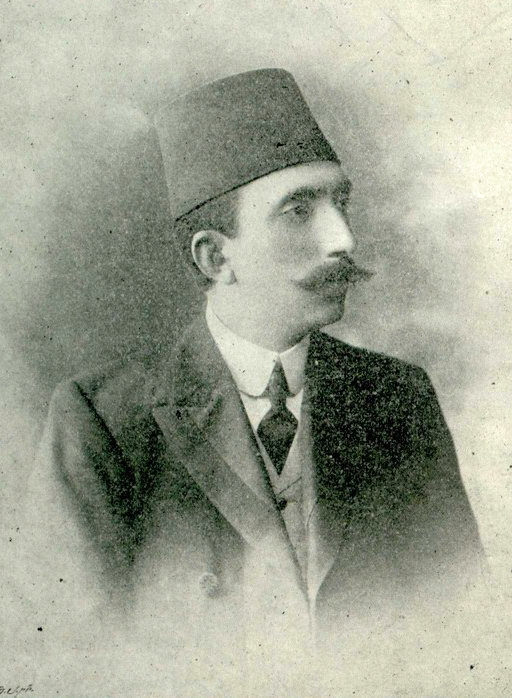
Maomé, Kitab Resimli, 1909

Mehmed Vahdeddin nasceu no Palácio Dolmabahçe, em Constantinopla, em 14 de janeiro de 1861. Seu pai era Abdul Mejide I, que morreu quando ele tinha apenas cinco meses de idade, e a mãe de Vahdeddin, Gülistu Kadın, morreu quando ele tinha quatro anos. Ela era de origem georgiana-abecásia, sendo filha do príncipe Tahir Bey Chachba. 
Após a morte de sua mãe, Vahdeddin Efêndi foi criado e ensinado por sua Şayeste Hanım, outra das consortes de seu pai.   Ele se treinou tendo aulas com professores particulares e participando de algumas das aulas dadas na Madrasa de Fatih. O príncipe teve um momento difícil com sua mãe adotiva autoritária e, aos 16 anos, deixou a mansão de sua mãe adotiva com os três criados que o serviam desde a infância.  Ele cresceu com babás, criadas e tutores. Durante os trinta e três anos do reinado de seu irmão, o sultão Abdulamide II, ele viveu no Harém Imperial Otomano. 
Durante sua juventude, seu amigo mais próximo foi Abdul Mejide II (que seria proclamado califa Abdul Mejide II), filho de seu tio, o sultão Abdulazize. Nos anos seguintes, porém, os dois primos se tornaram rivais implacáveis. Antes de se mudar para o Palácio Feriye, o príncipe viveu brevemente na mansão em Çengelköy, propriedade de Şehzade Ahmed Kemaleddin.  Durante o reinado do sultão Abdul Hamid II, Vahdeddin era considerado o irmão mais próximo do sultão. Quando ascendeu ao trono, esta proximidade influenciou grandemente as suas atitudes políticas, como a sua intensa antipatia pelos Jovens Turcos e pelo Comitê União e Progresso (CUP), e a sua simpatia pelos britânicos. 
Mehmed teve aulas particulares. Ele lia muito e se interessava por vários assuntos, incluindo artes, o que era uma tradição da família otomana. Ele fez cursos de caligrafia e música e aprendeu a escrever na escrita naskh e a tocar o kanun.  Ele se interessou pelo sufismo e, sem o conhecimento do palácio, frequentou cursos na madrassa de Fatih sobre jurisprudência islâmica, teologia islâmica, interpretação do Alcorão e dos Hadiths, bem como as línguas árabe e persa. Ele frequentou a loja de dervixes de Ahmed Ziyaüddin Gümüşhanevi, localizada não muito longe da Sublime Porta, onde Ömer Ziyaüddin do Daguestão era o líder espiritual, e se tornou um discípulo da ordem Naqshbandi. 
Vahdeddin mantinha uma rivalidade silenciosa com seu irmão, o príncipe herdeiro Yusuf İzzeddin, e solicitou repetidamente que seu irmão, o sultão Maomé V Raxade, retirasse İzzeddin do cargo de herdeiro aparente. No final, İzzeddin cometeu suicídio em 1916, colocando Vahdeddin no caminho para suceder seu irmão após sua morte. 
Em 1917, ele fez uma viagem de cinco semanas à Alemanha, acompanhado de seu ajudante de ordens, Mustafa Kemal Paxá (Atatürk). 

## Reinado

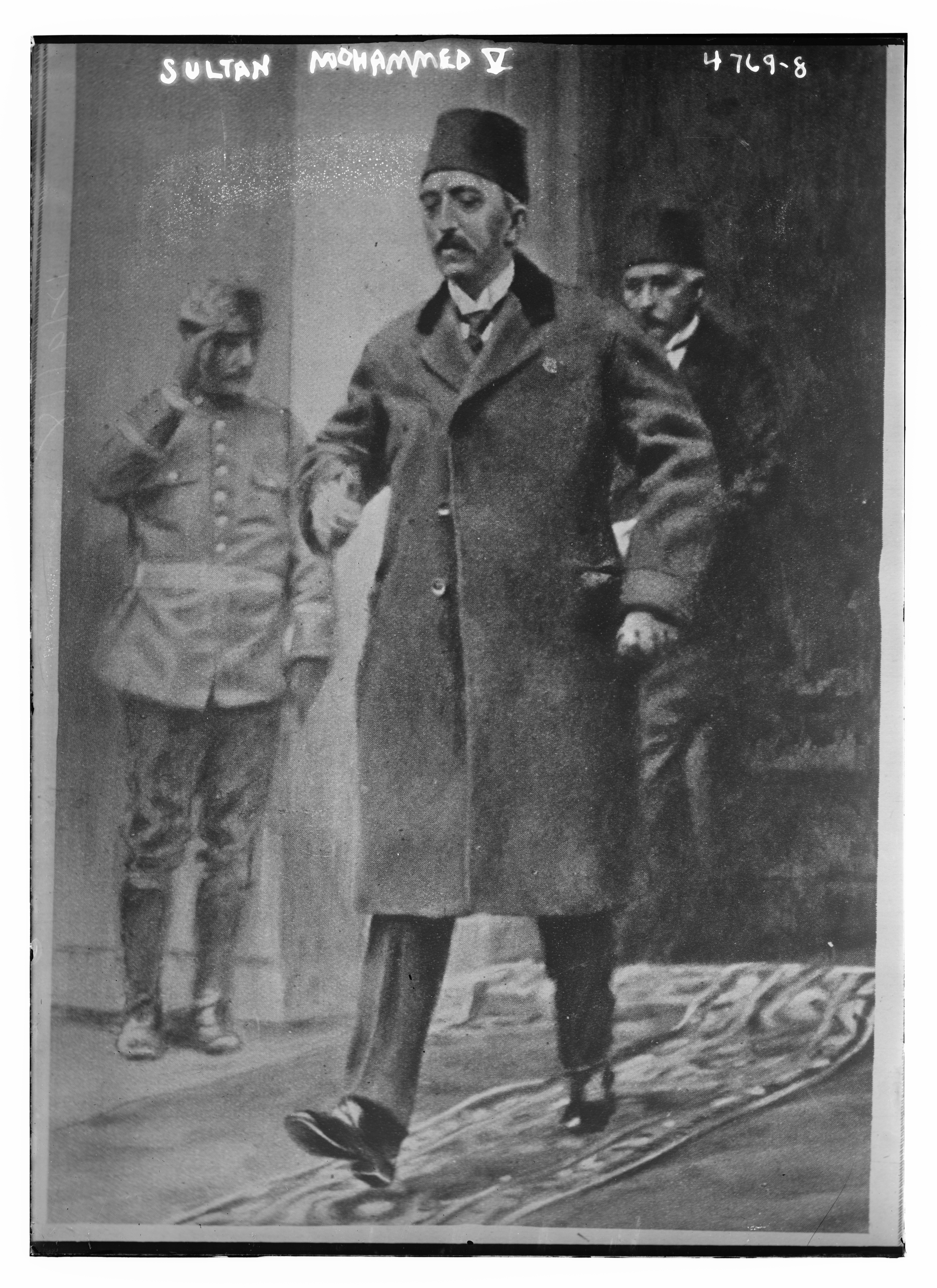
Mehmed em 1915

Mehmed Vahdeddin sucedeu ao trono após a morte de seu meio-irmão e adotou o nome de Maomé VI, em 3 de julho de 1918.  Ele realizou seu Cülûs (cerimônia de entronização) no dia seguinte. Em vez de encomendar seu próprio hino, ele assinou um decreto tornando o hino de seu avô Mamude II o hino nacional oficial do Império Otomano.  Vahdeddin renomeou Talat Paxá como Grão-Vizir por mais um mandato e Mustafa Kemal Paxá comandante do Sétimo Exército.
O fim da Grande Guerra permitiu que Vahdeddin reafirmasse o Sultanato, em contraste com seu falecido irmão, que estava se acomodando ao CUP. Com a renúncia de Talat Paxá, Vahdeddin teve a oportunidade de nomear um novo Grão-Vizir. Mustafa Kemal Pasha enviou um telegrama ao sultão, pedindo-lhe que nomeasse Ahmed Izzet Paxá, outro anti-unionista, e se tornasse ministro da guerra. Izzet Paxá cortejou o sultão prometendo 'garantir os 'direitos legítimos' da dinastia e restaurar a justiça na nação'.  O sultão atribuiu a tarefa de formar o governo a Izzet, embora Mustafa Kemal tenha sido excluído do novo gabinete, bem como quaisquer minorias.  O sultão logo solicitou a renúncia de Izzet e designou Ahmed Tevfik Paxá para formar um governo. Em seu discurso de abertura do novo ano legislativo do parlamento, ele mencionou o desejo de Woodrow Wilson por uma paz de acordo com seus princípios e que, portanto, ele queria uma paz com a devida honra e dignidade do estado. 
A Primeira Guerra Mundial foi um desastre para o Império Otomano. As forças britânicas e aliadas capturaram Bagdá, Damasco e Jerusalém durante a guerra, e a maior parte do Império Otomano seria dividida entre os aliados europeus. Como parte dos termos do armistício, grande parte do império além das linhas do armistício estava sob ocupação, incluindo a capital do próprio sultão: Constantinopla.
Um novo governo, composto por membros do Partido da Liberdade e do Acordo, prendeu os líderes do CUP, incluindo um dos antigos grão-vizires, Said Halim Paxá. O julgamento do governador do distrito de Boğazlıyan, Mehmed Kemal Bey, foi concluído rapidamente. Ele foi condenado à morte e enforcado publicamente na Praça Beyazıt, depois que a fatwa foi assinada pelo sultão. 
Na Conferência de San Remo, em abril de 1920, os franceses receberam um mandato sobre a Síria e os britânicos, um sobre a Palestina e a Mesopotâmia. Em 22 de julho de 1920, o Conselho do Sultão (Şurayı Saltanat) se reuniu no Palácio de Yıldız para discutir os princípios do acordo debatido em Sèvres. Em 10 de agosto de 1920, os representantes de Mehmed assinaram o Tratado de Sèvres, que reconheceu os mandatos e o Hejaz como um estado independente. Como teve de demitir-se dois meses e meio depois, Damat Ferid Pasha enviou a última delegação de Tevfik Pasha, a última delegação do Império Otomano, a 2 de Outubro de 1920. 
Nacionalistas turcos rejeitaram o acordo dos quatro signatários do sultão. Um novo governo, a Grande Assembleia Nacional Turca, sob a liderança de Mustafa Kemal Pasha, foi formado em 23 de abril de 1920, em Ancara (então conhecida como Angora). O novo governo denunciou o governo de Mehmed VI e o comando de Süleyman Şefik Paxá, que estava no comando do exército comissionado para lutar contra o Movimento Nacional Turco (o Kuvâ-i İnzibâtiyye); como resultado, uma constituição temporária foi redigida para o contragoverno de Kemal em Ancara.

## Exílio e morte

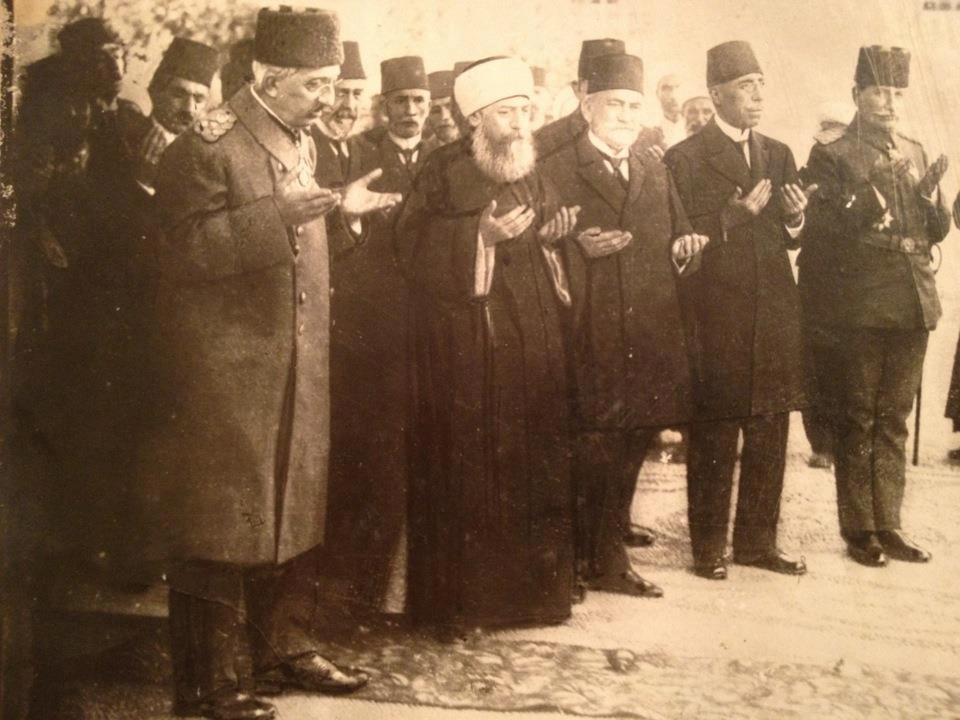
Mehmed VI reza com o Xeique do Islão Nuri Efendi e o grão-vizir Ahmed Tevfik Paxá antes de deixar Istambul, 17 de novembro de 1922

À medida que o movimento nacionalista fortalecia as suas posições militares no final de Agosto de 1922, Mehmed VI, as suas cinco esposas e os eunucos que o acompanhavam já não podiam abandonar a segurança do palácio.  A Grande Assembleia Nacional da Turquia aboliu o Sultanato em 1º de novembro de 1922, e Mehmed VI foi expulso de Istambul. Um dia antes de sua partida, ele almoçou com sua filha, Ulviye Sultan, e passou uma noite em seu palácio.  Ao embarcar no navio de guerra britânico HMS Malaya em 17 de novembro de 1922, ele tomou cuidado para não levar itens valiosos ou joias, além de seus pertences pessoais. O próprio general britânico Charles Harington tirou o último governante otomano do Palácio de Yıldız. Dez pessoas que estavam com o sultão foram enviadas de manhã cedo por um batalhão inglês. Ele foi para o exílio em Malta, vivendo mais tarde na Riviera Italiana. 
Em 16 de novembro de 1922, Vahideddin escreveu a Sir Charles Harington: "Senhor, considerando que minha vida está em perigo em Istambul, eu me refugio no Governo Britânico e solicito minha transferência o mais rápido possível de Istambul para outro lugar. Mehmed Vahideddin, Califa dos Muçulmanos". Acompanhados por seu Primeiro Camareiro, o maestro, seu médico, dois secretários confidenciais, um criado, um barbeiro e dois eunucos, às 6 da manhã do dia 19 de novembro, duas ambulâncias britânicas os levaram até a casa do General Sir Charles Harington. 

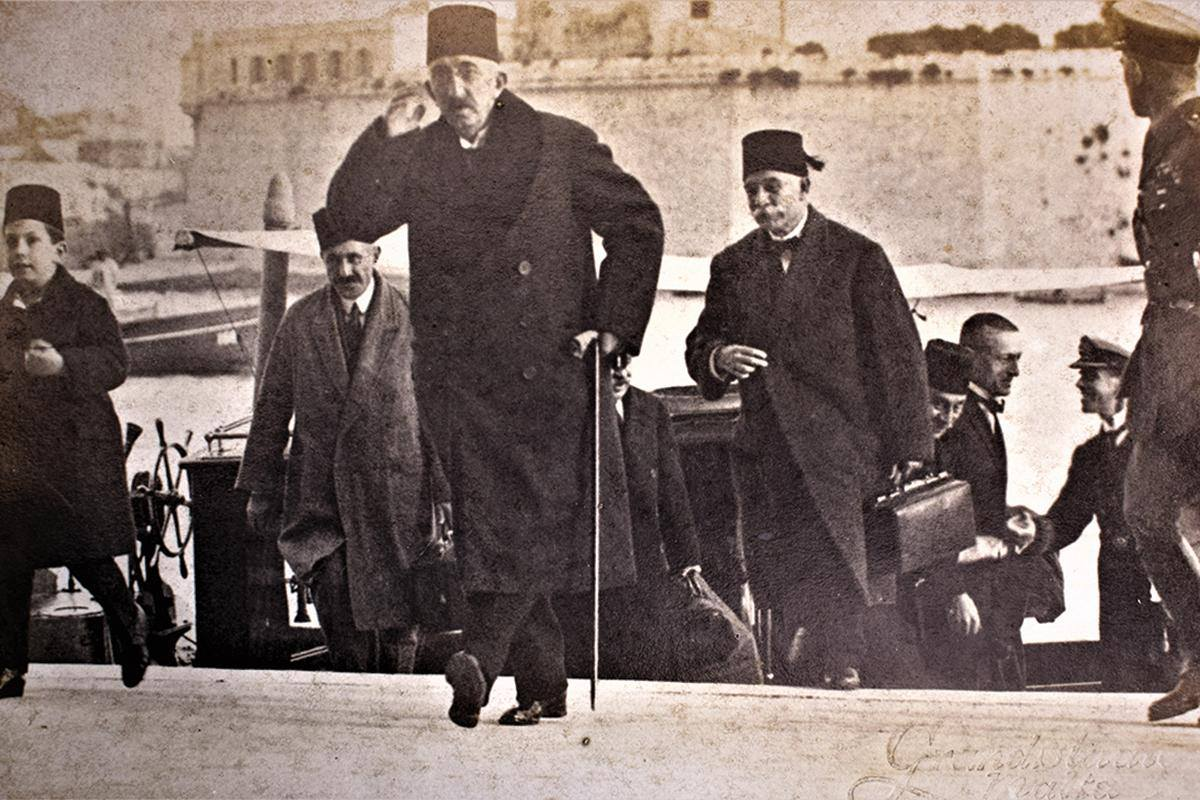
Maomé VI chega a Malta em um navio de guerra britânico, em 9 de dezembro de 1922. À esquerda, o príncipe Mehmed Ertuğrul Efendi, de 10 anos

Em 19 de novembro, o primo e herdeiro de Vahideddin, Abdul Mejid Efendi, foi eleito califa, tornando-se o novo chefe da Casa Imperial de Osmã como Abdul Mejide II antes que o Califado fosse abolido pela Grande Assembleia Nacional em 1924. 
Mehmed enviou uma declaração ao Congresso do Califado e protestou contra os preparativos feitos, declarando que nunca havia renunciado ao direito de reinar e ser califa. O congresso se reuniu em 13 de maio de 1926, mas Mehmed morreu sem a notícia da reunião do congresso em 16 de maio de 1926 em Sanremo, Itália.  Sua filha Sabiha Sultan encontrou dinheiro para um enterro, e o caixão foi levado para a Síria e enterrado no cemitério de Sulaymaniyya Takiyya em Damasco.   

## Personalidade

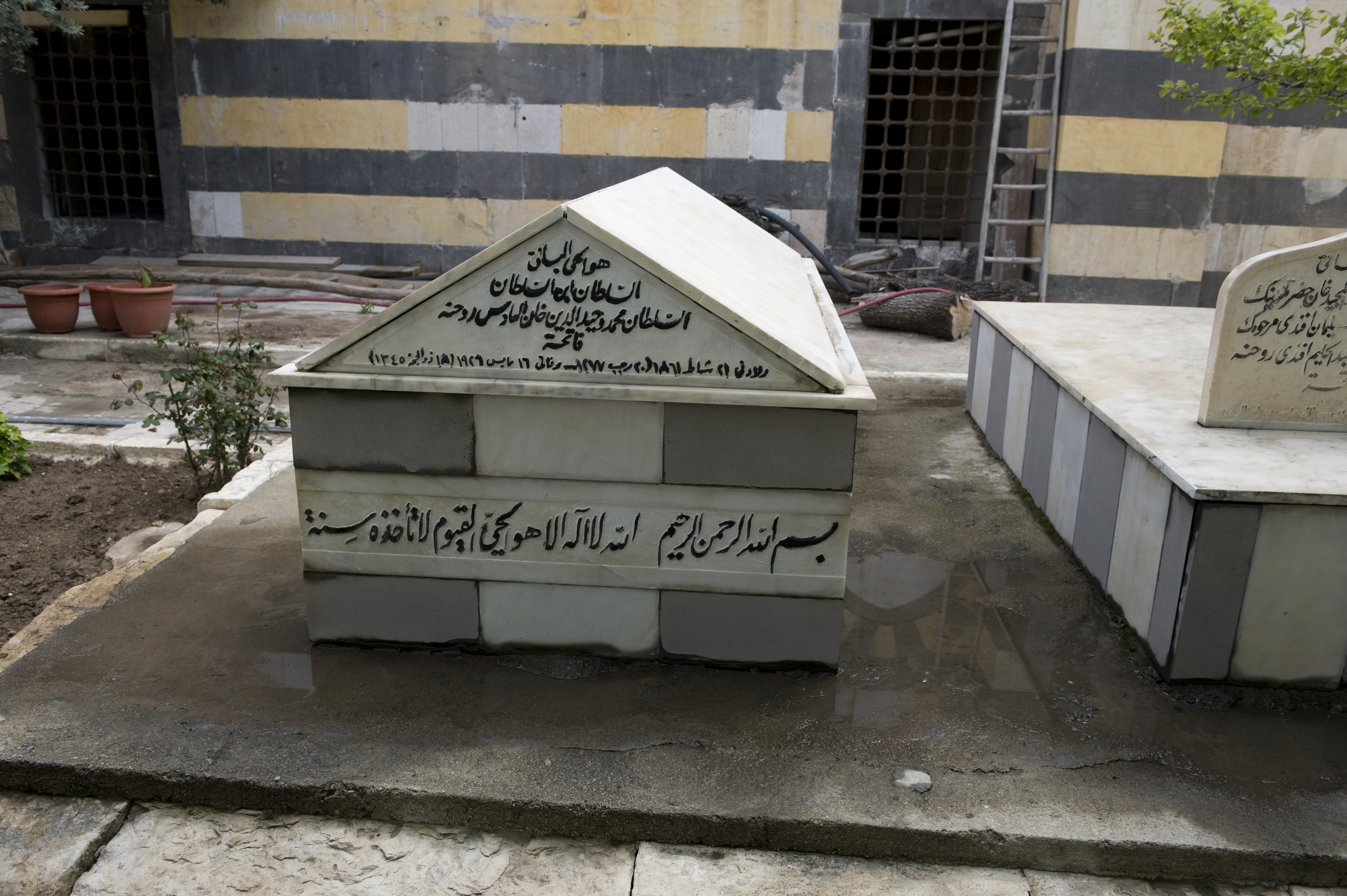
Túmulo de Maomé VI no cemitério de Sulaymaniyya Takiyya em Damasco

Mehmed tinha uma personalidade otimista e paciente, de acordo com o testemunho de seus parentes e funcionários. Ele era evidentemente um gentil homem de família em seu palácio; do lado de fora, e especialmente em cerimônias oficiais, ele ficava frio, carrancudo e sério, e não elogiava ninguém; ele dava grande importância às tradições religiosas; ele não tolerava rumores, nem permitia que eles circulassem em seu palácio. Mesmo em suas conversas informais, ele sempre chamava a atenção pela seriedade. 
As fontes em questão também afirmam que ele era inteligente e perspicaz, mas estava sob a influência de sua comitiva e especialmente daqueles em quem acreditava, que tinha um temperamento muito evidente, instável e teimoso. 
Maomé VI lidou com literatura avançada, música e caligrafia.  Suas composições foram executadas no palácio quando ele estava no trono. As letras das canções que ele compôs repetidamente enquanto estava em Tâif preveem a saudade do país e a dor de não receber as notícias que deixaram para trás. Sessenta e três obras pertencentes a ele podem ser identificadas, mas apenas quarenta obras têm notas. Seus poemas, que podem ser um exemplo de sua poesia, são apenas letras de suas canções. Ele também era um bom calígrafo. 

## Galeria

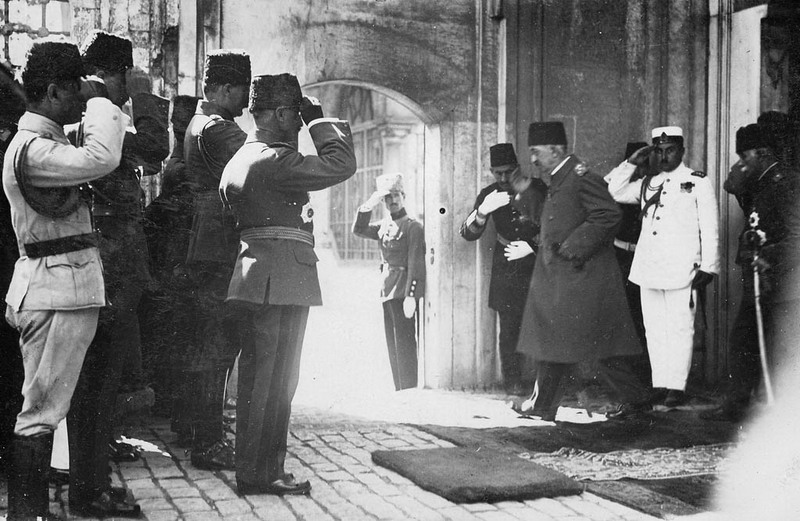
Partida de Maomé VI do Palácio Dolmabahçe após a abolição da monarquia, 1922
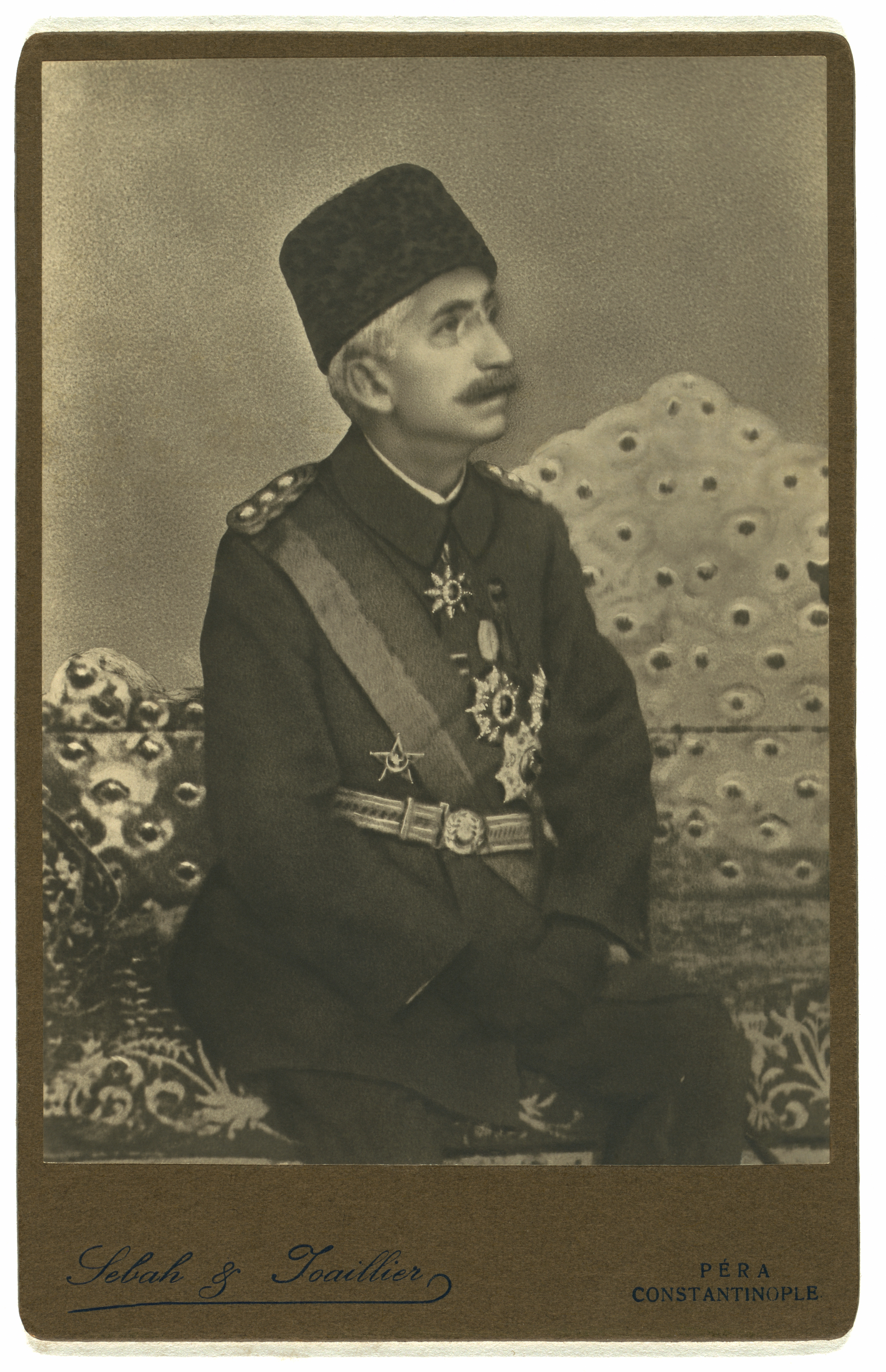
Fotografia de Maomé VI de Sébah & Joaillier, c. 1920
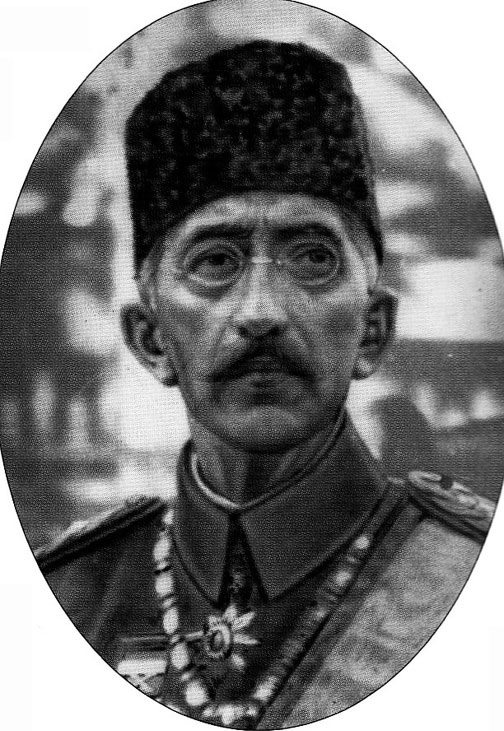
Um retrato de Maomé VI, anterior a 1923

## Honras

### Honras Otomanas
- Império Otomano: Ordem da Casa de Osmã, com Jóias [23]
- Império Otomano: Ordem da Glória, com Jóias [23]
- Império Otomano: Medalha Imtiyaz, com Jóias [23]
- Império Otomano: Ordem de Osmanieh, com Jóias [23]
- Império Otomano: Ordem do Medjidie, com Jóias [23]

### Honras Estrangeiras
- Reino da Prússia: Ordem da Águia Negra da Prússia, 15 de outubro de 1917 [24]

## Família

### Consortes
Maomé VI teve cinco consortes:  
- Nazikeda Kadın (9 de outubro de 1866 – 4 de abril de 1941). Başkadin e única consorte por vinte anos, ela é considerada a última imperatriz otomana. Ela nasceu Emine Marşania, era abkhazia e antes de se casar com Maomé estava a serviço de Cemile Sultan com suas irmãs e primas. Maomé se casou com ela em 1885, após um ano de insistência e da ameaça de que nunca se casaria com outra pessoa e da promessa de que Nazikeda seria sua única consorte. Ele manteve sua palavra até que, depois de lhe dar três filhas, Nazikeda não pôde mais ter filhos, o que forçou Maomé a tomar outras consortes para ter herdeiros homens. Ela foi descrita como alta e bonita, rechonchuda, com pele clara, olhos castanhos claros e longos cabelos castanhos.
- Inşirah Hanim (10 de julho de 1887 – 10 de junho de 1930). Nascida Seniye Voçibe, ela era circassiana, sobrinha de Durriaden Kadin, consorte de Maomé V, meio-irmão mais velho de Maomé VI. Ela era alta, com lindos olhos azuis e cabelos castanhos escuros muito longos. Ela foi proposta por Maomé em 1905. Inşirah recusou, mas foi obrigada por seu pai e seu irmão. Infeliz, mas ainda com ciúmes, ela se divorciou de Maomé em 1909, quando encontrou um criado em seus aposentos. Tendo se divorciado antes da ascensão de Maomé ao trono, ela nunca foi uma consorte imperial. Mais tarde, ela caiu em depressão. Ela tentou retornar para o marido em 1922, quando ele estava exilado em Sanremo, na Itália, mas não lhe foi permitido vê-lo e ele não foi notificado de sua presença. Ela tentou suicídio duas vezes. O primeiro foi salvo pela sobrinha, mas o segundo ela conseguiu se afogar no Nilo.
- Müveddet Kadın (12 de outubro de 1893 – 20 de dezembro de 1951). Segunda consorte imperial e única consorte, além de Nazikeda, a obter o título de Kadın. Nascida Şadiye Çıhcı, ela foi apresentada ao tribunal por Habibe Hanım, tesoureiro do harém de Maomé. Eles se casaram em 1911. Ela era alta, tinha olhos azuis e cabelos castanhos e era conhecida como uma mulher muito doce, tímida, bondosa e trabalhadora. Ela também era amada e respeitada por suas enteadas. Ela deu à luz a Maomé seu único filho, cuja morte a fez cair em depressão. Após a morte de Maomé, ela se casou novamente, mas se divorciou depois de quatro anos.
- Nevvare Hanim (4 de maio de 1901 – 13 de junho de 1992). Başikbal. Nascida Ayşe Çıhçı, ela era sobrinha de Müveddet Kadın, que a criou. Ela se casou com Maomé em 1918, embora Müveddet tenha feito todo o possível para impedir isso. Ela era alta e bonita, com olhos verdes e longos cabelos pretos, de uma disposição gentil, mas orgulhosa. Ela pediu o divórcio em 1922, quando Maomé foi deposto e exilado, e o pedido foi concedido em 1924. Depois disso, ela se casou novamente.
- Nevzad Hanim (2 de março de 1902 – 23 de junho de 1992). Segunda Ikbal e última mulher a se tornar consorte de um sultão otomano. Nascido Nimet Bargu. Ela se casou com Maomé em 1921, anteriormente ela tinha sido uma Kalfa (serva) na casa de Şehzade Mehmed Ziyaeddin, filho do sultão Maomé V. Ela foi a consorte favorita de Maomé em seus últimos anos, tanto que é dito que ele nunca concordou para se separar dela. Após a morte de Maomé, ela mudou seu nome de volta para Nimet e se casou novamente. Em seu segundo casamento, ela teve um filho e uma filha. Ela nunca concordou em falar sobre seus anos como Consorte Imperial.

### Filhos
Mehmed VI teve apenas um filho:   
- Şehzade Mehmed Ertuğrul (5 de novembro de 1912 - 2 de julho de 1944) – com Müveddet Kadın. Ele nunca se casou nem teve filhos.

### Filhas
Mehmed VI teve três filhas:   
- Münire Fenire Sultan (1888 – 1888, duas semanas depois) – com Nazikeda Kadın. Morreu ainda bebê e às vezes é considerada gêmea em vez de uma única princesa.
- Fatma Ulviye Sultan (11 de setembro de 1892 - 1 de janeiro de 1967) – com Nazikeda Kadın. Casou-se duas vezes e teve uma filha.
- Rukiye Sabiha Sultan (19 de março de 1894 - 26 de agosto de 1971). Ela se casou com Şehzade Ömer Faruk e teve três filhas.